# Podofilotoxină
Podofilotoxina (denumită și podofilox) este un medicament utilizat în tratamentul verucilor și al negilor. Calea de administrare disponibilă este cea locală, topică.
Este un lignan de origine naturală, extras din rădăcinile și rizomii speciilor de Podophyllum. A fost izolată pentru prima dată în anul 1880. Epipodofilotoxina, izomerul podofilotoxinei, a fost utilizată pentru obținerea pe care semisintetică a unor agenți chimioterapici care inhibă topoizomeraza de tip II, precum: etopozid și tenipozid.